# 가브리엘 데스트레

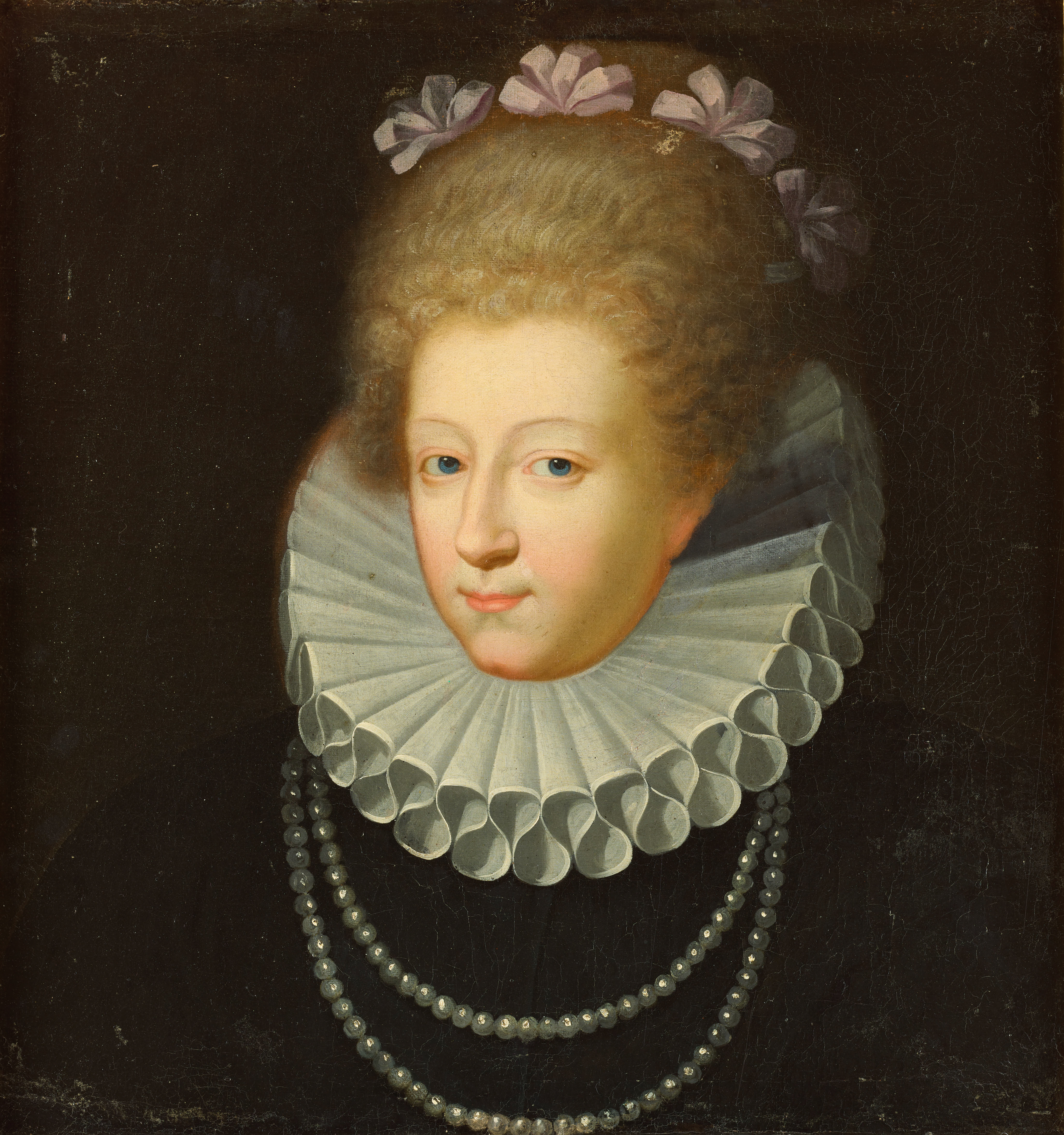
가브리엘 데스트레 (1571 ~ 1599)

보포르와 뵈르네유 공작부인이자 몬세유 후작부인 가브리엘 데스트레(프랑스어: Gabrielle d'Estrées, Duchess of Beaufort and Verneuil, Marchioness of Monceaux, 1571년? ~ 1599년 4월 10일)은 프랑스 국왕 앙리 4세의 56명이나 되는 애첩중에 가장 아끼던 애첩이었다. 앙리 4세는 가브리엘을 왕비로 삼으려 하였으나 그녀가 급사하는 바람에 뜻을 이루지 못했다.

## 생애
가브리엘은 피카르디 귀족가문에서 1571년에 태어났다.  그녀의 부친은 앙트완 데스테레이다. 금발에 푸른눈을 가졌으며 피부미인이었다. 가브리엘에게는 앙리 4세를 만나기 전에도 여러명의 정부가 있었다. 1591년에 가브리엘이 앙리 4세를 만났을 당시, 앙리 4세에게는 이미 마르그리트 드 발루아라는 아내가 있었지만 부부의 사이는 대단히 나빴다.
가브리엘이 앙리 4세의 애첩이 된 것은 프랑스 궁정에서 공공연한 사실이었고 앙리 4세는 가브리엘을 어디에나 대동하고 다녔다. 그녀는 앙리 4세의 좋은 조언자였으며, 앙리 4세에게 가톨릭으로 개종할 것을 권유하기도 했다. 1593년 7월 25일 앙리 4세는 가톨릭으로 개종했고, 긴 내전을 끝내고 파리에 입성할 수 있었다. 그녀는 의회에 진출해 법률을 제정하는 일에 개입했으며, 대사들을 영접하기도 했다.
가브리엘은 리앙쿠르 영주 니콜라 다메르발과 결혼을 하였으나 결혼생활은 행복하지 않았다. 1594년 2월 27일 앙리 4세는 대관식을 치른후 가브리엘가 남편과 이혼을 할 수 있도록 주선했다. 1594년 6월 7일, 두 사람 사이의 첫 번째 아이인 세자르가 태어났고, 앙리 4세는 세자르를 자신의 아들로 간주하였다. 가브리엘에게는 몽소 후작 부인의 지위가 주어졌다. 이후에도 가브리엘은 두 명의 아이를 더 낳았고 앙리 4세에게 있어서 사실상의 아내였다. 그녀는 1597년 보포르 공작 부인이 되었다.
1599년 앙리 4세는 별거중인 왕비 마르그리트 드 발루아와 이혼한후 가브리엘를 정식왕비로 삼으려 했다. 그 해 2월에 교황 클레멘스 8세에게 자신의 혼인을 무효화 해줄것을 요청한후 가브리엘과 사이에서 태어난 사생아 3명을 합법적인 자녀로 만들겠다고 선언했다. 그러나 가브리엘은 이내 중병에 걸렸고 그 소식이 퐁텐블로 궁전의 앙리 4세에게 전해졌을 때에는 이미 늦어 있었다. 가브리엘에게로 향하는 도중에 앙리는 그녀의 사망 소식을 접했고 깊이 상심한 앙리 4세는 상복을 입고 그녀를 추도했다. 가브리엘의 장례는 왕비의 대우로 치러졌다.
앙리 4세는 외교적이고 재정적인 이유로 인해 1600년 이탈리아 토스카나 대공가의 딸인 마리 드 메디시스와 재혼하였다.

## 자녀
- 세자르(1594~1665) 방돔 공작
- 카트린 앙리에트(1596~1663)
- 알렉상드르(1598~1629)

## 같이 보기
- 유두 자극